# Ponderosa Park
Ponderosa Park is een plaats (census-designated place) in de Amerikaanse staat Colorado, en valt bestuurlijk gezien onder Elbert County.

## Demografie
Bij de volkstelling in 2000 werd het aantal inwoners vastgesteld op 3112.

## Geografie
Volgens het United States Census Bureau beslaat de plaats een oppervlakte van
38,3 km², geheel bestaande uit land. Ponderosa Park ligt op ongeveer 1961 m boven zeeniveau.

## Plaatsen in de nabije omgeving
De onderstaande figuur toont nabijgelegen plaatsen in een straal van 24 km rond Ponderosa Park.